# Planta de Ford Motor Argentina (centro clandestino de detención)
En el predio de la planta de Ford en General Pacheco, funcionó un centro clandestino de detención (CCD), en el que miembros del personal de la empresa participaron en las torturas e interrogatorios durante la última dictadura militar en Argentina, en uno de los casos emblemáticos de la responsabilidad empresarial en crímenes del terrorismo de Estado.
En el Gran Buenos Aires funcionaban, hacia 1970, plantas de Ford, Peugeot y Mercedes Benz, y Citroën. Algunas empresas tuvieron sindicatos de fábrica, que empezaron como entidades controladas por la patronal y que luego se radicalizaron. En otras empresas como Ford el sindicato era el SMATA. En todas estas empresas hubo conflictos en 1974-1975 y hubo más de 60 víctimas fatales en el sector.

## Reseña
Los trabajadores de Ford se hallaban en situación de conflicto laboral desde 1975. En 1976, en Ford trabajaban unos 6.500 obreros, había tres Comisiones Internas y 120 delegados. El 23 de marzo de 1976, el día previo al golpe militar, la planta de Ford Motor Argentina ubicada en General Pacheco fue rodeada por efectivos del ejército. En el operativo fueron detenidos delegados gremiales y trabajadores. Muchos de ellos fueron liberados y otros permanecen en condición de desaparecidos.

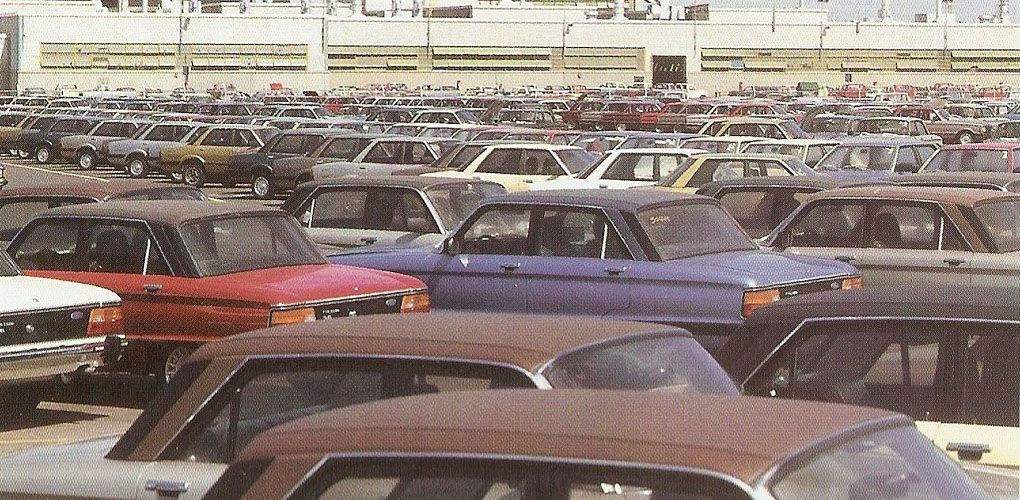
Vista de la planta de Ford Motor Argentina en General Pacheco, septiembre de 1982.

El 24 de marzo de 1976 el Ejército ocupó un sector de la planta, en la zona del campo de deportes y estableció una unidad en el quincho. Además de haber cedido ese espacio, la empresa proporcionó vehículos e información para facilitar las detenciones y secuestros. 
Los trabajadores fueron detenidos en plena jornada laboral y delante de sus compañeros. Los dirigentes sindicales Adolfo Sánchez y Juan Carlos Amoroso fueron convocados a una reunión, y Guillermo Galarraga, entonces gerente de Relaciones Laborales, les leyó una nota —que atribuyó a Ramón Camps—, que cancelaba toda posibilidad de futuro reclamo laboral.  Días después Amoroso, Sánchez y los otros representantes sindicales fueron secuestrados en sus domicilios. Los secuestradores llevaban tarjetas tomadas de los archivos de la oficina de personal de Ford.

## Represión
Los secuestros en la Ford se produjeron por oleadas desde el 24 de marzo. La represión en la fábrica Ford Motor Argentina estuvo focalizada en el cuerpo de delegados que sufrieron persecución política y fueron detenidos en sus casas o en el mismo lugar de trabajo. Asimismo, fueron objeto de torturas en el  "quincho" y en las comisarías de Ingeniero Maschwitz y Tigre, donde estuvieron desaparecidos hasta que fueron legalizados, puestos a disposición del Poder Ejecutivo Nacional y enviados a las cárceles de Devoto, La Plata y Sierra Chica. Varios de ellos permanecen desaparecidos.

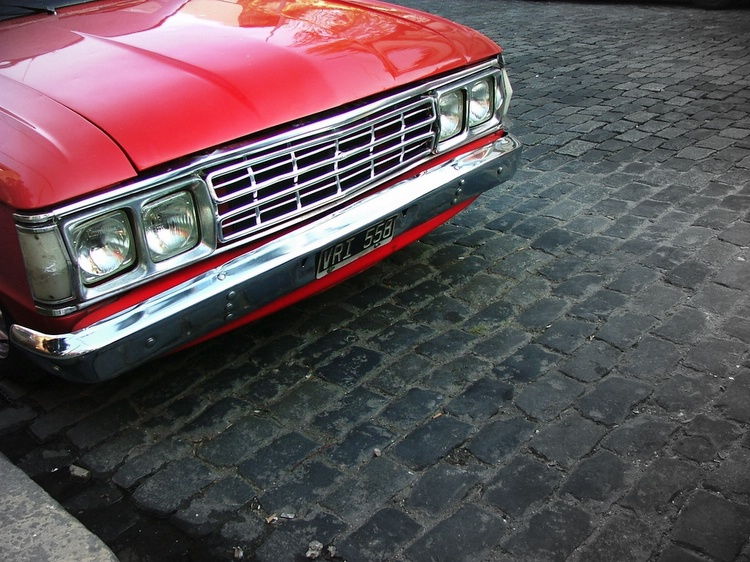
Ford Falcon 1973. Los "Falcon verdes" fueron un símbolo de la represión

### Desaparecidos
- Hugo Alberto Castro Santoro "Cabezón" (n. 1 de septiembre de 1951, San Isidro, secuestrado desaparecido 15 de enero de 1977, La Lucila), maestro mayor de obras, obrero en Ford, estudiaba arquitectura en la Universidad Nacional de Buenos Aires; estaba en pareja con Ana Rubel "Ani" (n. 27 de julio de 1949, Resistencia, Chaco). Ambos militaban en el FAL (Frente Argentino de Liberación). Ana fue secuestrada por el ejército de su casa de Villa Crespo el 16 o 17 de enero de 1977,  embarazada de dos meses. Ambos permanecieron detenidos en algún CCD dependiente del ejército hasta que fueron trasladados a la ESMA. Allí la joven fue conocida por otros detenidos como "Ana de Castro" y tuvo un parto prematuro de un varón. En 2014 ese niño supo que no era hijo de quien decía ser su padre, un médico de profesión que le confesó que durante una de sus guardias en el Hospital Pedro Elizalde, dos hombres entraron con un bebé prematuro en brazos y que como nadie lo reclamaba, lo inscribió como hijo propio. El joven se acercó a Abuelas y el 4 de diciembre de 2014 se informó que se trataba del hijo de Ana y Hugo.[8][9]
- Walter Kenneth Nelson Fleury, de nacionalidad brasileña e inglesa, era obrero y delegado gremial en la Ford de Pacheco. Fue secuestrado desaparecido el 9 de agosto de 1976, Buenos Aires,[10] junto a su pareja Claudia Julia Fita Miller (n. 26 de marzo de 1953) empleada en Techint, estudiante universitaria de Psicología en la Facultad de Filosofía y Letras. Ambos fueron militantes de Montoneros y del Partido Revolucionario de los Trabajadores - Ejército Revolucionario del Pueblo (PRT-ERP);[11]
- Juan Aristóbulo Hidalgo Pereyra (secuestrado desaparecido 12 de abril de 1977, Munro), empleado en Ford, Pacheco, y militante del Partido Comunista (PC),[12] casado con Elba Inés Fresno Bustos Hidalgo (1 de junio de 1948, secuestrada desaparecida 20 de abril de 1977, Munro) empleada en Laboratorio Lazar (Munro) y también militante del PC;[13]
- Ricardo Luis Cagnoni Mariani (n. 25 de enero de 1954, secuestrado desaparecido 3 de abril de 1977, Buenos Aires, en estación Constitución) obrero mecánico en Ford, Pacheco, estudiante universitario, técnico en electricidad, militante de la Juventud Universitaria Peronista (JUP);[14]
- Felix Lucero (n.11 de febrero de 1936, secuestrado desaparecido, 1 de diciembre de 1977, San Fernando) empleado en Ford, Pacheco.[15]

En mayo de 2012, una decena de los sobrevivientes se hizo presente en la planta para identificar los sitios de tortura: Pedro Troiani, Carlos Propato, Carlos Garey, Rubén Traverso, Ismael Portillo, Carlos Cantelo, “el Negro” y otros. Se ha constatado la existencia de 37 víctimas del terrorismo de Estado que fueron trabajadores de la empresa Ford Motor, de General Pacheco.

## Justicia
La investigación judicial condujo al procesamiento de los directivos Pedro Muller y Guillermo Galárraga; Héctor Francisco Sibilla, exmilitar jefe de seguridad de la planta y el teniente coronel Antonio Francisco Molinari, subdirector de la Escuela de Ingenieros en 1976. Nicolás Courard, presidente de la compañía había fallecido años antes. Los secuestros fueron perpetrados por militares de la zona a cargo del ya condenado exgeneral Santiago Omar Riveros.
El juicio que debía comenzar en diciembre de 2017 sufrió varias postergaciones. Finalmente, el 11 de diciembre de 2018, el Tribunal Oral en lo Criminal Federal N°1 de San Martín dio a conocer la sentencia por la cual fueron condenados los entonces directivos de la empresa, no solamente por ser cómplices de la dictadura cívico-militar sino también como partícipes necesarios de los crímenes del terrorismo de Estado. En su veredicto, el Tribunal por unanimidad determinó que los delitos juzgados fueron crímenes de lesa humanidad.

## Señalización
En 2012 la planta de la empresa automotriz norteamericana Ford fue señalizada como ex CCD, sitio en el que las Fuerzas Armadas reprimieron a trabajadores de la compañía con la colaboración de sus directivos. La señalización fue promovida por la Comisión de Ex Delegados y Trabajadores de la empresa Ford; la Comisión por la Memoria, la Verdad y la Justicia de Zona Norte, y organizaciones integrantes de Unidos y Organizados en el distrito Tigre. "No es casual que los Falcon verdes salieran de acá", se dijo en ese acto. Luego de la fábrica Ledesma de Jujuy, se trata del segundo sitio de Memoria de Responsabilidad Empresaria con el terrorismo de Estado señalizado, en el marco de las leyes nacionales y provinciales que reglamentan estas acciones.
En 2015 se declaró de utilidad pública y sujeto a expropiación el inmueble donde funcionó este centro clandestino de detención.